# Montsûrs-Saint-Céneré
Montsûrs-Saint-Céneré war von 2017 bis 2019 eine französische Gemeinde mit zuletzt 2.519 Einwohnern (Stand: 1. Januar 2016) im Département Mayenne in der Region Pays de la Loire. Sie gehörte zum Arrondissement Mayenne, zum Gemeindeverband Communauté de communes des Coëvrons und zu den Kantonen Évron und Meslay-du-Maine. Der INSEE-Code war 53161, die Postleitzahl 53150. Die Gemeinde hatte eine Fläche von 29,74 km² und lag auf einer Höhe von 62 bis 131 m.
Sie entstand mit Wirkung vom 1. Januar 2017 als Commune nouvelle durch die Zusammenlegung der bis dahin eigenständigen Kommunen Montsûrs und Saint-Céneré, die in der neuen Gemeinde den Status einer Commune déléguée erhielten.
Die Gemeinde Montsûrs-Saint-Céneré wurde mit Wirkung vom 1. Januar 2019 mit Montourtier, Deux-Évailles und Saint-Ouën-des-Vallons zur namensgleichen Commune nouvelle Montsûrs zusammengeschlossen. Alle ehemaligen Gemeinden haben in der neuen Gemeinde den Status als Commune déléguée, auch jene die diesen bereits in Montsûrs-Saint-Céneré innehatten. Die Gemeinde Montsûrs-Saint-Céneré wurde gleichzeitig aufgelöst. Der Verwaltungssitz befindet sich im Ort Montsûrs.

## Ehemalige Gliederung
| Ortsteil     | ehemaliger INSEE-Code | Fläche (km²) | Einwohnerzahl zum 1. Januar 2022 |
| ------------ | --------------------- | ------------ | -------------------------------- |
| Montsurs     | 53161                 | 10,85        | 1.967                            |
| Saint-Céneré | 53205                 | 18,89        | .0489                            |

## Geographische Lage
Montsûrs-Saint-Céneré lag rund 15 Kilometer nordöstlich von Laval an der Jouanne. Umgeben wurde die Gemeinde Montsûrs-Saint-Céneré von den Nachbargemeinden Gesnes im Norden, Saint-Ouën-des-Vallons im Norden und Nordosten, Brée im Osten und Nordosten, Saint-Christophe-du-Luat im Osten und Südosten, La Chapelle-Rainsouin im Süden und Südosten, Argentré im Süden und Südwesten, La Chapelle-Anthenaise im Westen sowie Châlons-du-Maine im Nordwesten.